# Giovanni Battista Cassano
 (mars 2019).
Ne doit pas être confondu avec Giovanni Battista Cassana.
Giovanni Battista Cassano est un psychiatre italien, né à Forte dei Marmi, en Italie, le 19 septembre 1936.